# Bull (TV-serie)
Bull är en amerikansk TV-serie skapad av Phil McGraw och Paul Attanasio. Serien hade premiär 20 september 2016 på CBS.
Den 18 april 2018 förnyade CBS serien för en tredje säsong som hade premiär den 24 september 2018.[källa behövs]

## Rollista

### Huvudroller
- Michael Weatherly - Dr. Jason Bull
- Freddy Rodriguez - Benjamin "Benny" Colón
- Geneva Carr - Marissa Morgan
- Christopher Jackson - Chunk Palmer
- Jaime Lee Kirchner - Danielle "Danny" James
- Annabelle Attanasio - Cable McCrory

### Återkommande roller
- Dena Tyler - Liberty Davis
- Jill Flint - Diana Lindsay
- Yara Martinez - Isabella "Izzy" Colón
- Eliza Dushku - J.P. Nunnelly
- Gary Wilmes - Kyle Anderson/Robert Allen
- Jazzy Williams - Anna Palmer